# Чаробњаков сестрић
Чаробњаков сестрић (енгл. The Magician's Nephew) је роман научне фантастике за децу енглеског писца К. С. Луиса из 1955. године. Овај роман је шести у низу, од седам који су објављени у склопу серијала Летописи Нарније (1950−1956). Роман приказује Нарнију и људски свет, као два од многих у мултиверзуму који се константно мења како други светови настају или нестају. У књизи је објашњено и порекло страних елемената и предмета у свету Нарније, као што су лампа, бела вештица и људски краљ и краљица.
Луис је писање романа започео убрзо након завршетка романа Лав, вештица и орман, подстакнут пријатељевим питањем о уличном стубу светиљке усред ничега, али му је требало пет година да га заврши.

## Прича
Прича почиње у Лондону 1900. године. Двоје деце Пили и Дигори који живе у суседним кућама се играју у поткровљу кад нађу тајна врата собе ујака Ендруа. Тад он даје Поли жути прстен, а она нестаје чим га је додирнула. Затим објашњава Дигорију да је прстење магично и да омогућавају путовање између светова.
Онда даје Дигорију други жути прстен како би могао да дође до Поли и још два зелена прстена како би обоје могли да се врате назад.
Кад Дигори узме прстење оно га пребацује у поспану шуму која има скоро наркотичко дејство. Тад угледа Поли и мноштво језераца око њих. Тад они предпостављају да дрво и шума у којој се налазе није уопште нови свет, већ само станица на путу између светова, слично као и потровље које повезује њихове куће и да свако језерце представља други универзум. Они ускачу у једно језерце и нађу се у земљи Чарн, у пустом, давно напуштеном древном граду. Обилазе град и улазе у срушену палату где откривају статуе бивших Чарнових краљева и краљица. Тад проналазе и звоно и чекић са натписом који позива налазача да удари у звоно.
Иако се Поли није слагала са тиме Дигор ипак удара у звоно и буди последњу статуу, краљицу вештица по имену Џадис која је да би избегла пораз током битке изговорила жалосну реч - магичну клетву и побила све становнике Чарна и као једина преживела зачарала је себе и успавала, а оставила звоно које прекида тај сан ако неко позвони.
Схвативши да су пробудили вештицу деца покушавају да побегну али она стигне да их додирне док су стављали прстење и она путује заједно са њима назад у Енглеску. Тамо открива да њене моћи не функционишу, али је задржала своју надљудску снагу. Она тад заробљава Ендруа и наређује му да јој довезе кочију како би могла да почне са освајањем земље.
Вештица тад привлачи пажњу полиције кад опљачка златару у Лондону. Полиција јури коњску кочију улицама града и ударају у ограду куће. Тад Џадис својом надљудском снагом кида гвоздену шипку са стуба у намери да се одбрани од полицајаца. Да не би никога повредила Поли и Дигори је додирују и стављају своје прстење како би је вратили назад у њен свет. Они повлаче са њима и све што је било у њиховој близини, па се тако у шуми измељу светова појављују и Ендру, Френк, таксиста и Френков коњ Јагода који је вукао кочију.
Тад коњ почиње да пије воду из једног од језера случајно повлачи све са собом у тај свет. Појављују се у мрачну празнину без ичега около, а Џадис то препознаје као свет који још није створен. Тад сви постају сведоци стварања новог света од стране лава Аслана који својим певањем ствара звезде, биљке, животиње и све остало. Тад Џадис покушава да убије лава гвозденом шипком која се само одбија од њега и не повређује га. Шипка пада на земљу и током певања лава ниче у стуб расвете, исти онакав са каквог га је студа исчупала Џадис. Када је видела његову снагу и да није могла да га убије она бежи.
Аслан неким животињама даје моћ говора наређујући им да то користе у праведне сврхе, или у супротном ризикују да га изгубе. Аслан се такође суочава са Дигоријем кога сматра одговорним за довођење зле Џадис у његов нови свет и говори му да мора да се искупи тако што ће помоћи да се нова земља заштити од њеног зла. Тад Аслан коња таксисте претвара у крилатог коња са којим Поли и Дигори полећу високо у планине, у башту где је Дигоријев задатак да са дрвета убере јабуку и посади је у његов нови свет Нарнију. 
Дигори убере једну јабуку кад се појави Џадис, која је већ убрала и појела једну јабуку како би постала бесмртна. Тад покушава да наговори Дигорија да и он поједе јабуку и придружи јој се у бесмртности или да украде јабуку и однесе је у свој свет како би излечио своју болесну мајку, али он зна да његова мајка никад не би опростила крађу. Тад вештица одлази даље исмевајући Дигорија због одбацивања бесмртности. Дигори се враћа у Нарнију и сади јабуку која израсте у велико зрело дрво. Тад Аслан објашњава Дигорију како дрво функционише и да свако ко украде јабуку добија оно што му срце жели и за чиме чезне, али у другој форми. Објашњава му да у случају вештице она сад има бесмртност, али то значи само вечну беду због њеног злог срца.
Уз Асланову дозволу Дигори узима једну јабуку са дрвета како би излечио своју болесну мајку и враћа Дигорија, Поли и стрица Ендруа у Енглеску. Пошто се таксисти Френку засвиђао тај нови свет Аслан пребацује његову жену Хелен и они остају да владају Нарнијом као њен први краљ и краљица. Наредних неколико стотина година створења Нарније живе у миру који ни вештица, а ни било ко други није смео да наруши.
Дигоријева јабука враћа здравље његовој мајци, док се његов отац враћа након завршеног посла из Индије. Поли и он постају најбољи пријатељи, а ујак Ендру одустаје од магије. Дигори сади остатак чаробне јабуке у двориште иза куће које временом израста у велико дрво. Убрзо се Дигоријева породица сели у вилу на селу коју наслеђују, а много година касније дрво јабуке руши олуја од којег Дигори, сада већ средовечни професор прави орман за гардеробу, тако постављајући све предмете и догађаје у роману лав, вештица и орман.

## Настанак романа
Луис је првобитно намеравао да напише само један роман о Нарнији - Лав, вештица и орман, али кад га је пријатељ Роџер питао одакле студ уличне расвете у сред Нарнијске шуме он почиње да размишља и покушава да пронађе одговор писањем Чаробњаковог сестрића у коме се налази млађа верзија професора Кирка из првог романа.
Овај роман му је био најзахтевнији и требало му је највише времена да га заврши, дуже од пет година, док је осталих шест књига написао у међувремену.
Роман се оригинално звао Поли и Дигори, али га је његов издавач променио у Чаробњаков сестрић.
Чаробњаков сестрић је првобитно био објављен као шеста књига у хроникама, редослед који је праћен и у каснијим штампањима издања, да би издавачка кућа HarperCollins приликом штампе 1980. године књиге поређала по хронологији догађаја у романима, па је самим тим Чаробњаков сестрић означен као први роман у серији.

## Интерпретација дела
Хронике Нарније су многи окарактерисали као приче у којима се провлачи хришћанство и неке делове поредили са књигом постања из Старог завета. Луис је изјавио да није директно намеравао да хронике Нарније пише као хришћанске приче, већ да су се ови аспекти појављивали подсвесно док је писао. Сматрао је да нису директне репрезентације или алегорије, већ да би само могле да дочарају или подсете читаоце на библијске приче.
У делу Лав, вештица и орман, Аслан је фигура налик на Христа која страда и враћа се у живот на сличан начин као што је Христово распеће и васкрсење. Чаробњаков сестрић има сличне библијске алузије, које одражавају аспекте Књиге Постања као што су стварање, првобитни грех и искушење.
Паралеле са догађајима у Књизи Постања укључују забрањено воће представљено јабуком живота. Џадис искушава Дигорија да поједе једну од забрањених јабука у врту, као што змија искушава Еву да поједе забрањено воће у рајском врту. за разлику од Еве, Дигори одбија понуду. Сем ових појављује се и низ других паралела које карактеришу хришћанске елементе у хроникама.

## Филмске екранизације
2005. излази први филм Летописи Нарније - Лав, вештица и орман у режији Андреја Андерсона, да би 2008. године, такође у његовој режији изашао следећи део, Летописи Нарније - Принц Каспијан. 2010. године излази Летописи Нарније - Путовање намерника зоре, након ког 20th Century Studios и Луис коначно одлучују да ће Чаробњаков сестрић бити тема следећег дела филма, али после годину дана објављују да је уговор истекао и да није обновљен.
2018. године Нетфликс објављује да је направљен споразум са Луисом да они преузму развијање и продукцију серија и филмова засноване на Хроникама Нарније.